# Arrocera Rincón
Arrocera Rincón est une localité uruguayenne du département de Treinta y Tres.

## Localisation
Située au nord-est du département de Treinta y Tres, Arrocera Rincón se niche à proximité du Río Tacuarí, au nord-ouest de la localité de Arrocera San Fernando.

## Population
D’après le recensement de 2011, Arrocera Rincón compte 62 habitants.

## Source
- (de) Cet article est partiellement ou en totalité issu de l’article de Wikipédia en allemand intitulé « Arrocera Rincón » (voir la liste des auteurs).